# Norderney (schip, 1949)
De Norderney, een trawler uit 1949, was van november 1964 tot 31 augustus 1974 het zendschip van de toenmalige zeezender Radio Veronica.

## Geschiedenis
Het schip werd in 1949 als HH 294 Paul J Müller gebouwd door Deutsche Werft A.G. in Hamburg-Finkenwerder. De 49 meter lange IJslandtrawler heeft tussen 1950 en 1956 als vissersboot gevaren in de wateren van IJsland en kreeg in juli 1956 de naam NC 420 Norderney toen het schip werd verkocht aan de Niedersachsische Hochseefischerei GmbH.
In 1960 werd het toen elf jaar oude schip verkocht aan een Nederlands bedrijf om gesloopt te worden. Begin 1964 werd de Norderney gekocht door de gebroeders Verweij, de driekoppige directie van de zeezender  Radio Veronica. Het moest het uit 1911 daterende voormalige Duitse lichtschip Borkum Riff vervangen dat ongeschikt was om nog langer te dienen als zendschip. Van de Borkum Riff werd het idee overgenomen om de naam zeer groot op de zijde te vermelden, zoals de gewoonte is bij lichtschepen.
De Norderney werd op de werf van de Zaanlandse Scheepsbouw Maatschappij in Zaandam verbouwd tot zendschip. Onder andere werden twee 25 meter hoge houten masten op het schip geplaatst voor de bevestiging van de waslijnantenne. De 50 meter lange Norderney was oorspronkelijk gebouwd als stoomschip. De ketels en motoren waren echter door de sloper al uit het schip verwijderd. In de ruimte die dit opleverde werden een ruime studio gebouwd en een zenderkamer. Daar in werd een Continental Electronics 316 C middengolfzender van 10 kilowatt geïnstalleerd. Later werd een tweede zender van hetzelfde type geïnstalleerd als reservezender. In november 1964 nam het schip de taak van het oude zendschip over.

## Norderneyop drift

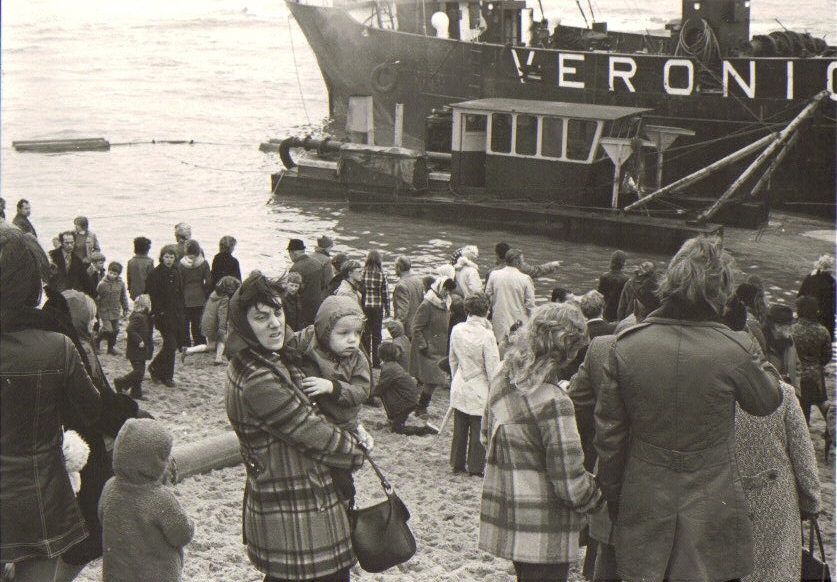
De Norderney, gestrand tijdens een storm op 2 april 1973 te Scheveningen (foto: 7 april)

Op 2 april 1973 om 20.54 sloeg de Norderney tijdens een zware storm van de ankers. Het schip dreef stuurloos naar Scheveningen en strandde even voor half twaalf 's avonds hoog op het Scheveningse strand. De bemanning was inmiddels opgepikt door de reddingsboot Bernard van Leer van de Koninklijke Nederlandse Redding Maatschappij. Kort daarvoor waren de zendkristallen overboord gegooid, zodat het schip juridisch gezien geen zendschip meer was.
De Norderney lag muurvast en het duurde tot 18 april voordat het schip met de boeg naar de zee kon worden gedraaid. Omdat juist in die periode een grote actie was gepland op het Binnenhof in Den Haag en hierbij de steun van het schip nodig was, ging de directie van Radio Veronica in op een aanbod van de directie van collega-zeezender Radio Caroline. In ruil voor het herstellen van de installaties aan boord van het MV Mi Amigo kon Radio Veronica gebruikmaken van zendschip en zender van Radio Caroline. In de vroege ochtend van de 18e april, uitgerekend de dag van de grote demonstratie, werd de Norderney weer vlotgetrokken en teruggesleept naar haar positie buiten de territoriale wateren, zo'n zes mijl uit de kust. Even na vier uur in de middag kwam de Norderney weer in de lucht en was Radio Veronica zowel te ontvangen op de normale frequentie 538 meter als op de 259 meter, via de zender van Radio Caroline.

## Na 31 augustus 1974
Nadat op 31 augustus 1974 de Nederlandse zeezenders stopten met uitzenden, bleef de Norderney nog ruim een jaar op open zee liggen. De directie van Radio Veronica wilde hiermee voorkomen dat het schip in beslag genomen zou worden. Gedurende dat jaar heeft de directie vruchteloos pogingen ondernomen om het schip, dat nog in een zeer goede staat verkeerde en direct zendklaar was, te verkopen. De bemanning bleef aan boord voor het noodzakelijk onderhoud. Op 12 augustus 1975 werd het schip ten slotte de Entrepothaven in Amsterdam binnengesleept, waar het meteen na binnenkomst in beslag werd genomen door de Radio Controle Dienst en politie. Op 28 augustus 1975 werden onder toeziend oog van Bull Verweij de zenders uit het schip verwijderd, waarna op 2 september 1975 het beslag op de Norderney werd opgeheven. Op 26 november 1975 werd het schip overgebracht naar de Czaar Peterwerf in Zaandam, dezelfde werf waar het in 1964 was omgebouwd tot zendschip. Eigenaar van het schip was inmiddels de Veronica Omroep Organisatie (VOO), die van het schip een museum wilde maken. Op 14 april 1976 werden aan boord van de Norderney, die nog steeds op de werf in Zaandam lag, opnamen gemaakt voor de eerste televisie-uitzendavond van de VOO. Op 9 augustus 1977, ruim twee jaar nadat de Norderney naar de haven van Amsterdam was gesleept, werd het schip nog eenmaal naar open zee gesleept, om voor anker te gaan vlak voor de Pier van Scheveningen, ten behoeve van televisie-opnames voor het programma The Day the music died.

## Verkoop

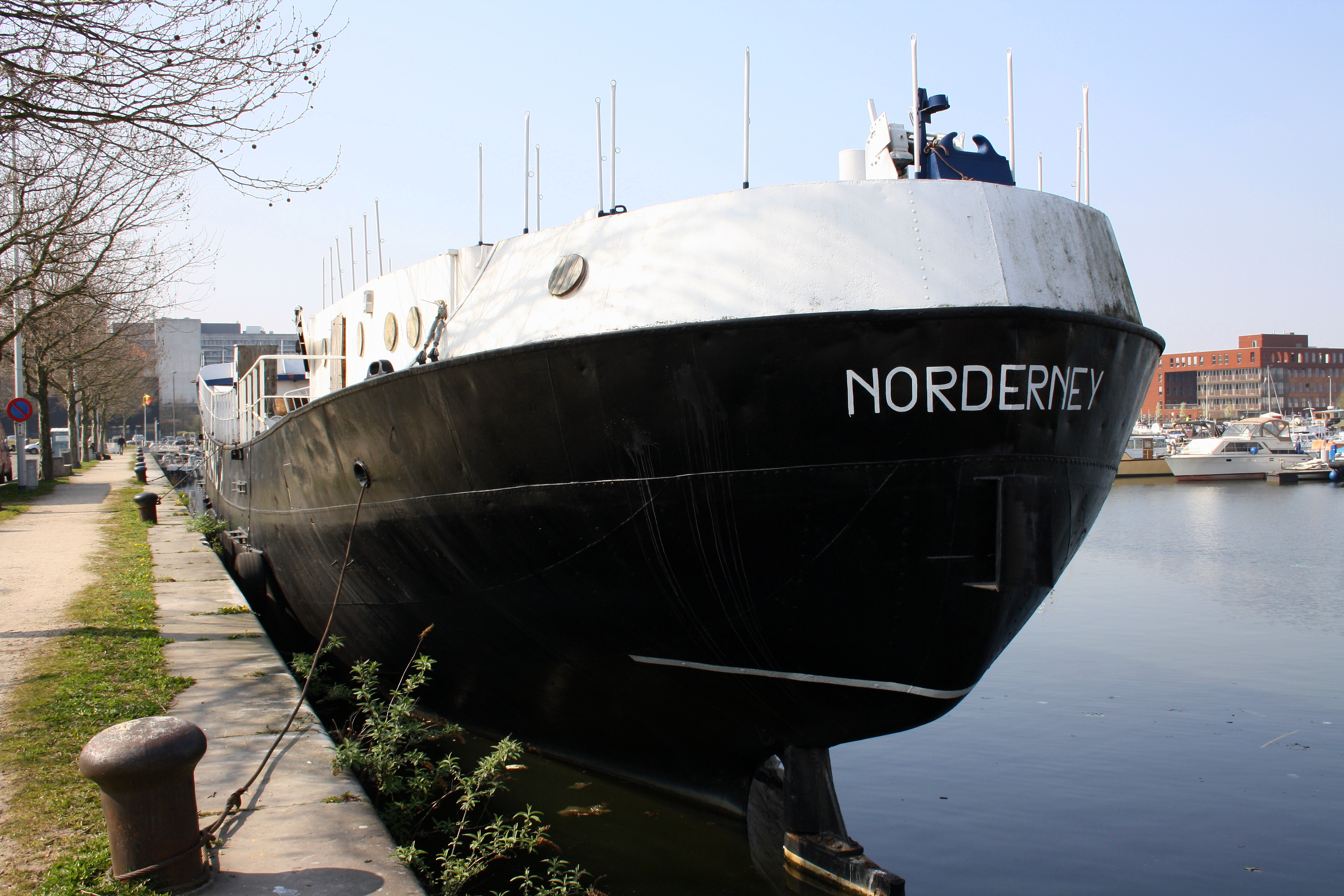
Norderney in Antwerpen (2011)

Van de plannen om van de Norderney een museum te maken, kwam niets terecht. Op 20 oktober 1977 werd het schip verkocht aan Jacques Mooren van Handels- en Scheepvaartbedrijf Kalkhaven BV, die meteen na aankoop de Stichting Veronicaschip oprichtte met als doel de Norderney te bewaren in oorspronkelijke staat. Vervolgens werd het schip nog een aantal keren verkocht, en grondig verbouwd tot discotheek annex bruin café. Het schip heeft onder andere gelegen in Doesburg, Lelystad, Groningen, Maastricht, Dordrecht, Vlissingen, Middelburg, Leeuwarden en Papendrecht. Nadat het zendschip zo'n twee jaar lang in een haven te Antwerpen had gelegen, werd het schip in 2012 met een korte tussenstop aan de Oranjewerf in Amsterdam naar Groningen versleept om na een grondige opknapbeurt dienst te gaan doen als mediaschip.
Daarna ging het schip weer naar het IJ in Amsterdam-Noord, waar het sinds 17 november 2013 ligt afgemeerd bij het NDSM-terrein. Het deed daar dienst als 'multifunctioneel activiteitencentrum'. Sinds mei 2018 zijn er een nachtclub en restaurant in gevestigd.

## Fotogalerij

Het schip in Antwerpen 2011
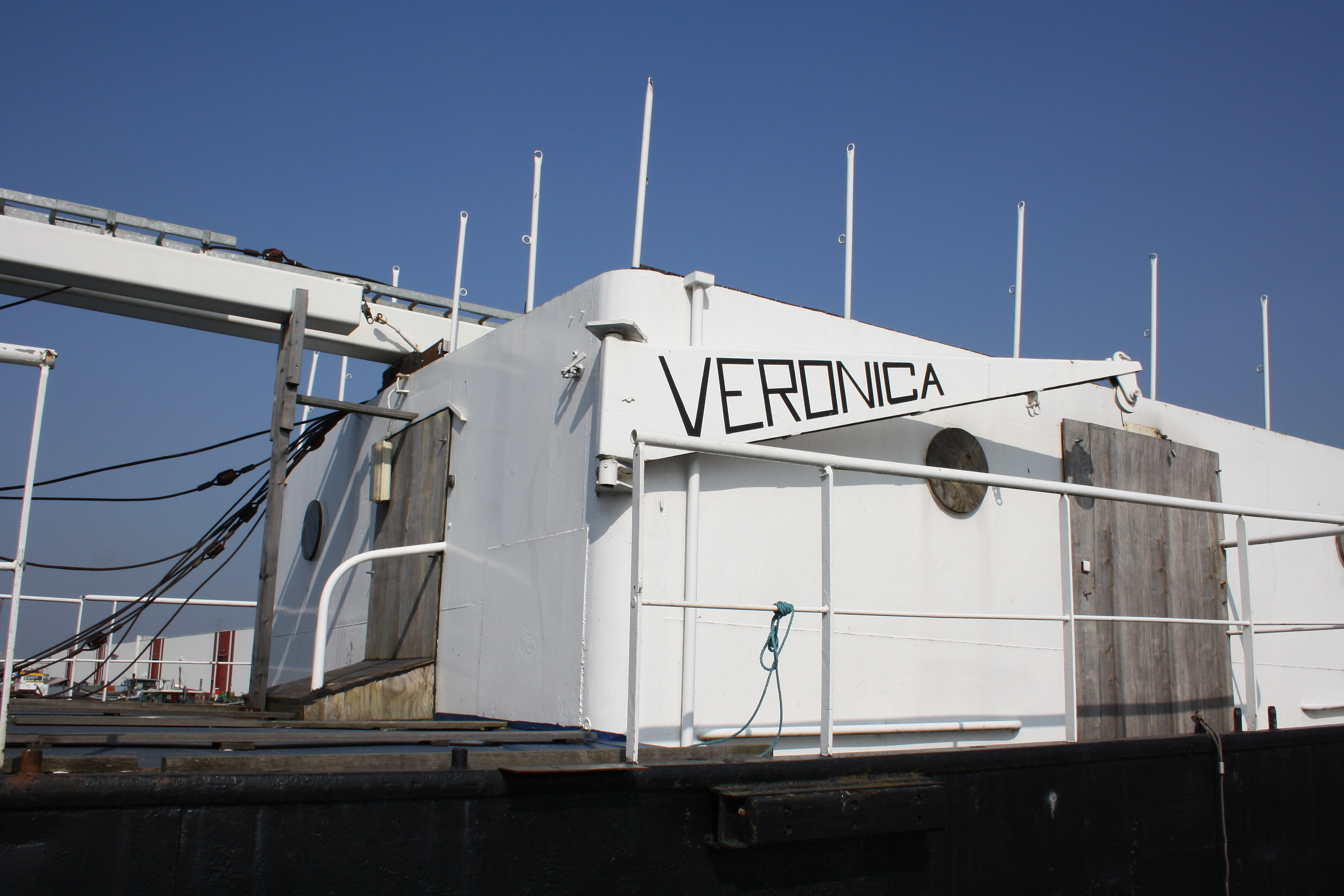
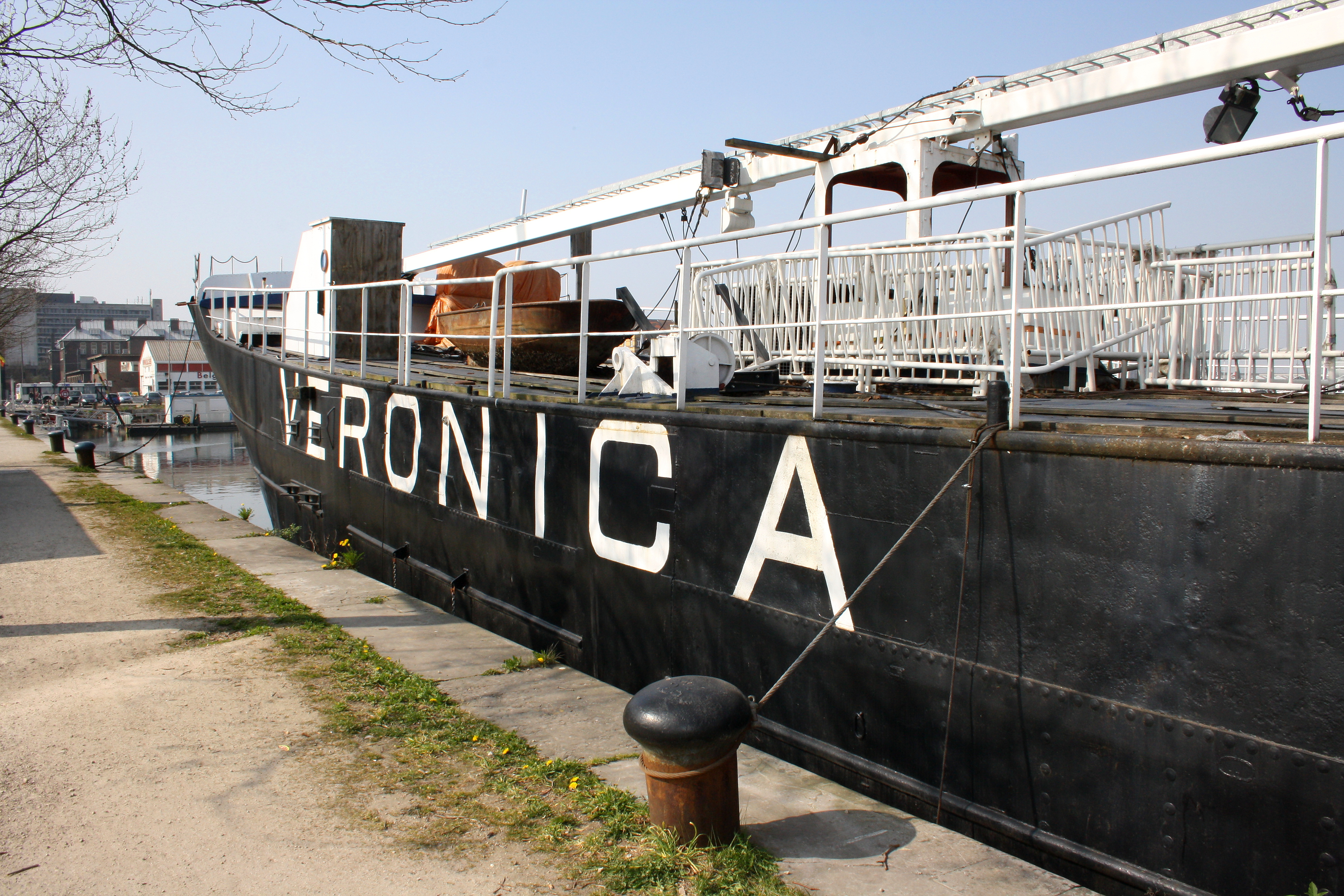
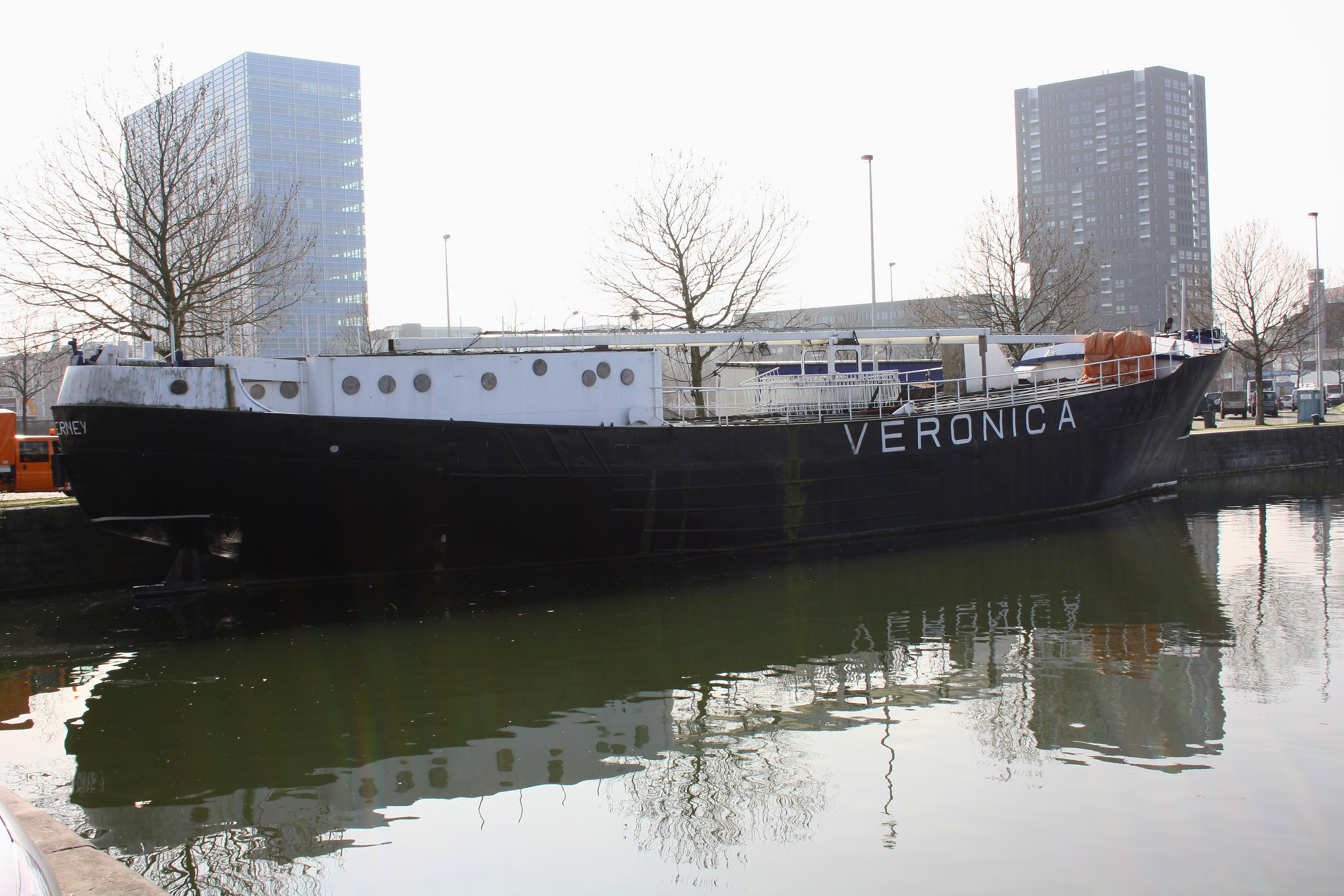
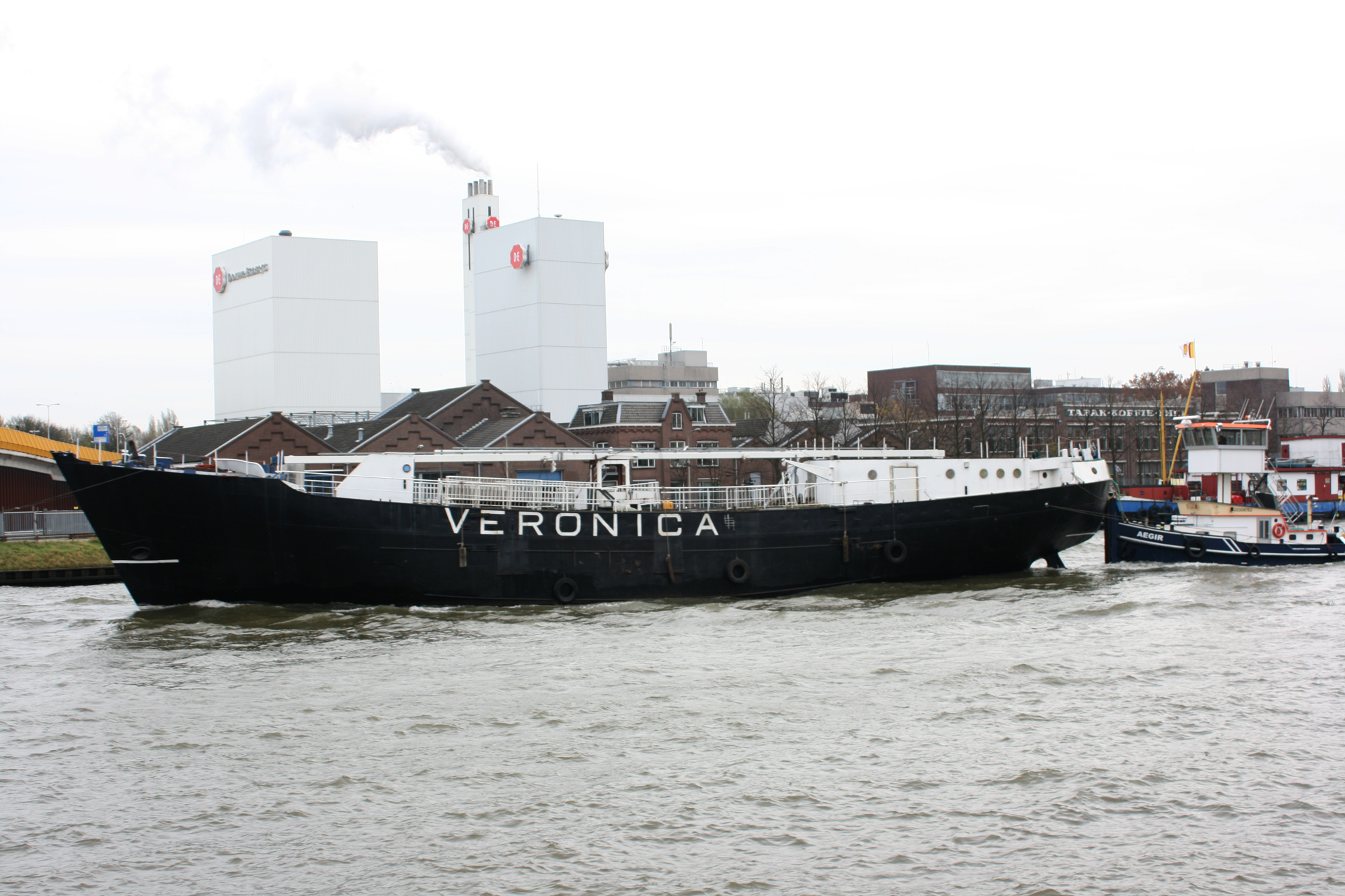

Het schip in Amsterdam 2013-heden
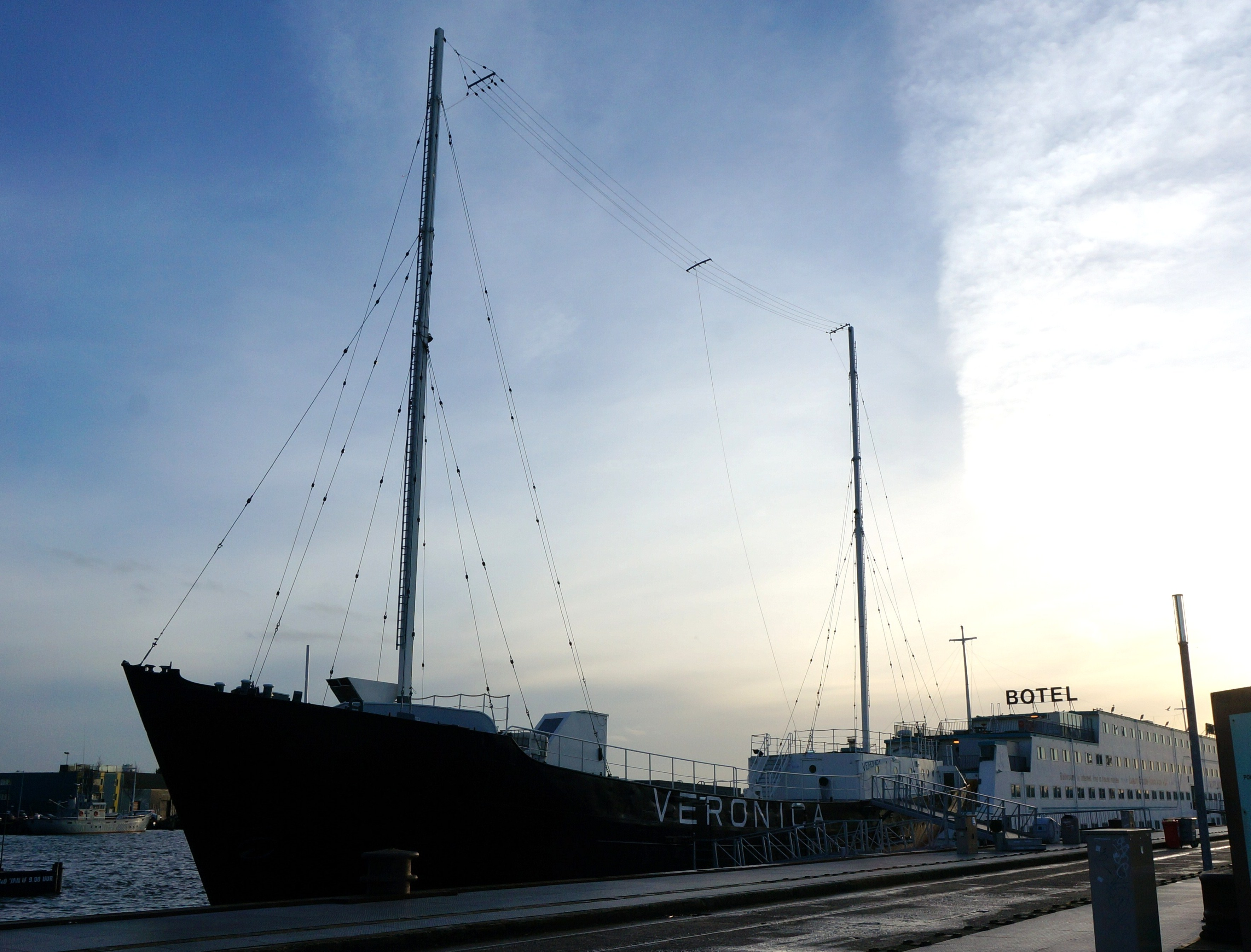
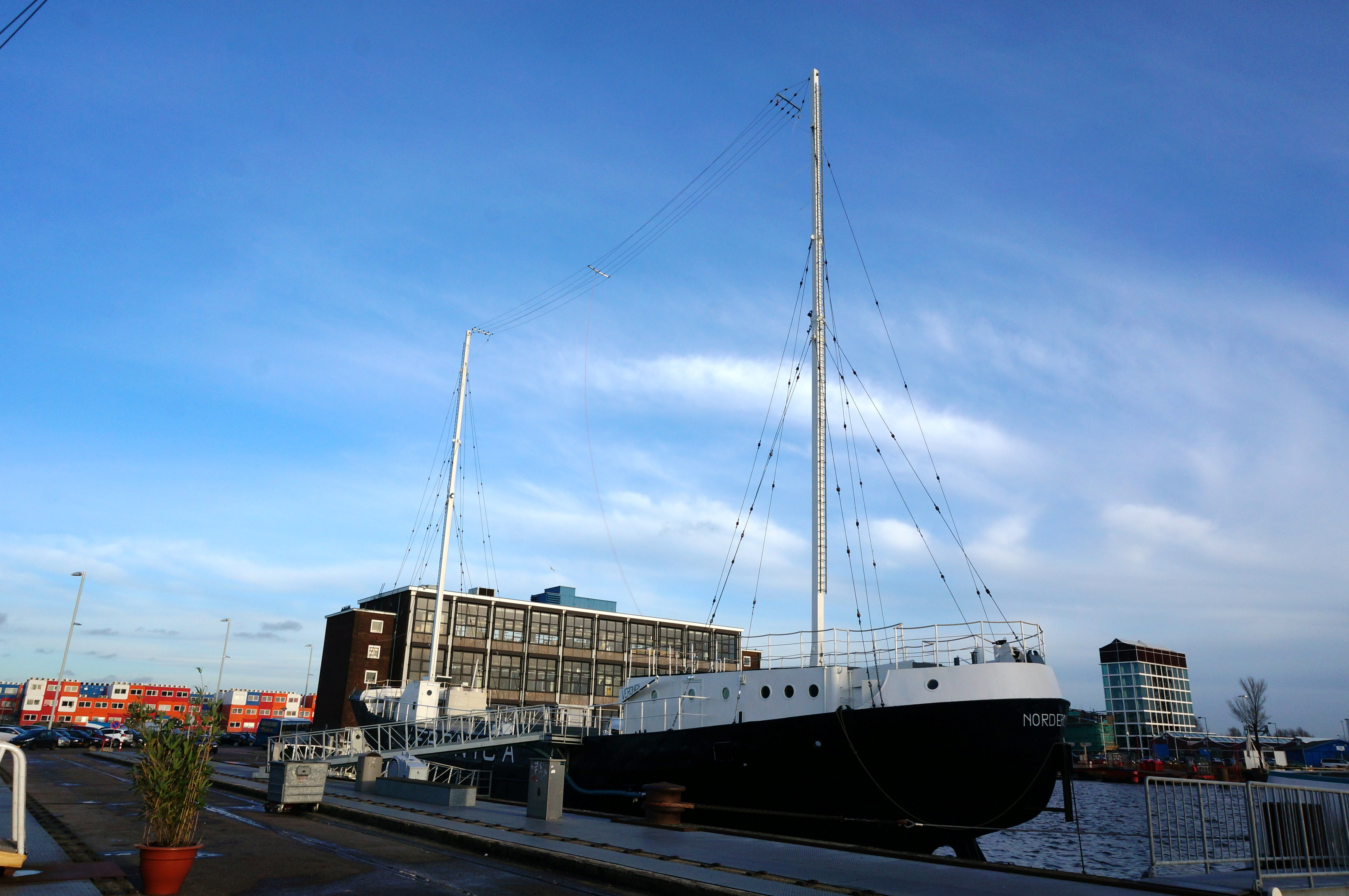
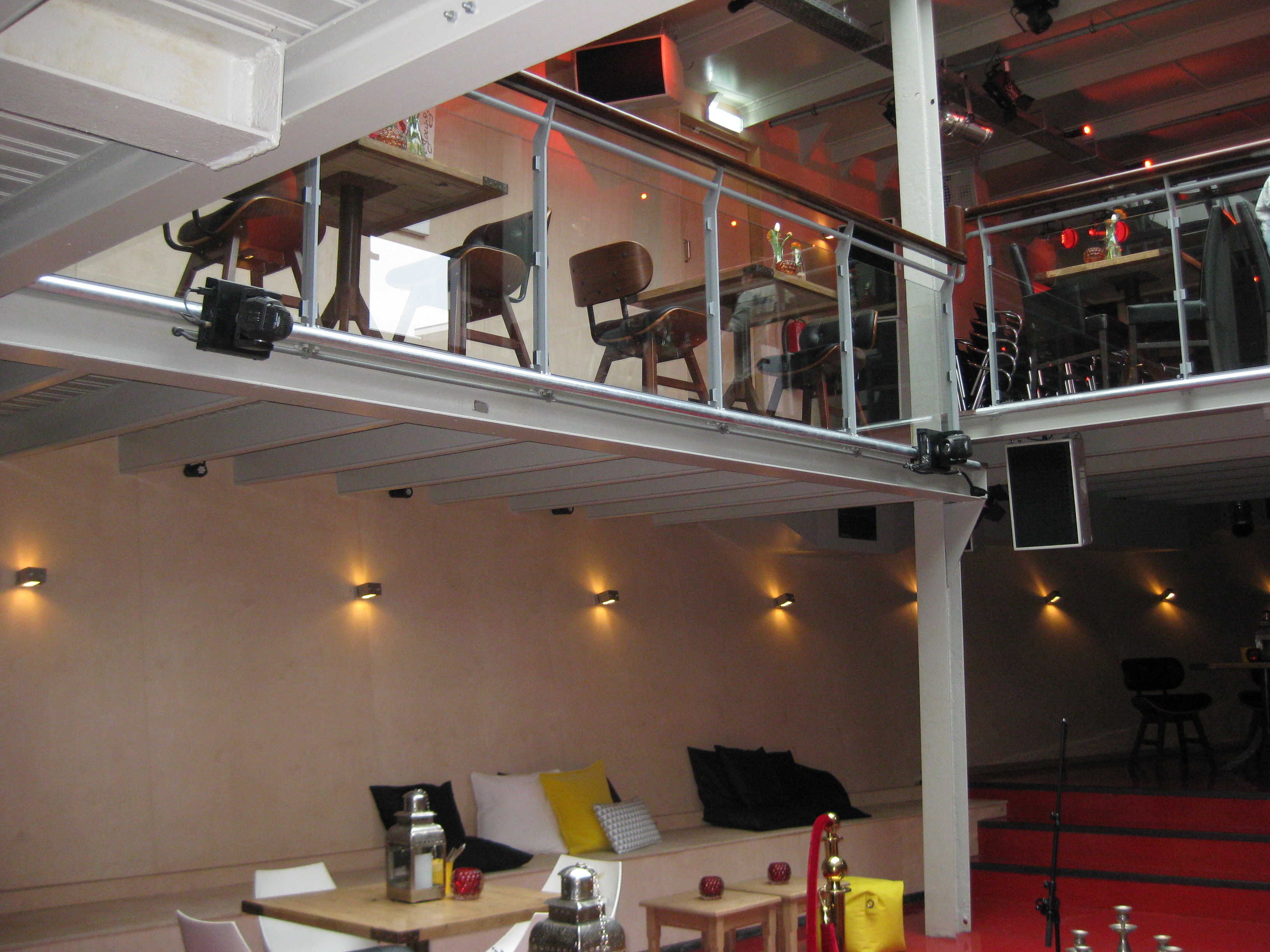

## Trivia
- In 1995 heeft de Vereniging Veronica, de opvolger van de Veronica Omroep Organisatie, geëist dat de naam Veronica van het schip verwijderd werd. Men wilde dit omdat de naam Veronica een beschermde merknaam was en men wilde niet meer met het zendschip geassocieerd worden.
- Het anker van de Norderney is bewaard gebleven en heeft enkele jaren voor het Veronica-gebouw aan het Laapersveld gelegen. Momenteel ligt het anker voor het pand van de Vereniging Veronica aan de Vaartweg in Hilversum.
- Van de Borkum Riff III is destijds alleen de scheepsbel mee overgegaan naar de Norderney. Deze scheepsbel bevond zich later in de woning van Bull Verwey in Breukeleveen.
- De twee middengolfzenders aan boord van de Norderney zijn op 28 augustus 1975 uit het schip getakeld en verkocht aan de voormalige eigenaars van Radio Nordsee International, Erwin Meister en Edwin Bollier. Deze installeerden vervolgens beide zenders aan boord van de Mebo II, het voormalige zendschip van Radio Noordzee Internationaal, dat intussen was verkocht aan Libië en omgedoopt was in El Fatah.